# Henri Borwin Ier de Mecklembourg
Henri Ier Borwin, (en allemand : Heinrich I. Borwin), né vers 1150 et décédé le 28 janvier 1227, est un prince de la maison de Mecklembourg, fils de Pribislav Ier. Il fut seigneur de Mecklembourg de 1178 jusqu'à son abdication en 1219.

## Famille
Il est le seul fils de Pribislav Ier (mort en 1178), prince des Abodrites, et de son épouse Woizlava (morte en 1172), possiblement une fille du prince Warcisław Ier de Poméranie. Après de longues querelles et affrontements sanglants, son père a été reconnu par Henri le Lion, duc de Saxe, comme seigneur de Mecklembourg en 1167

## Biographie
Après la mort de Pribislav dans un tournoi à la cour saxonne, le 30 décembre 1178 à Lunebourg, Henri Ier Borwin succède à son père. Il entre  en conflit avec son cousin Nicolas Ier (ou Niklot II), fils de Vratislav, et ne peut apporter son aide à son beau-père, Henri le Lion. De ce fait, le roi Knut VI de Danemark  développe sa domination sur les territoires bordant la mer Baltique. 
Henri Ier Borwin est capturé par les Danois, et en échange de sa liberté il accepte en 1200 de devenir le vassal du roi du Danemark. Le 24 juin 1218, il concède des droits urbains à Rostock, ville pour laquelle il est le vassal de Knut VI ; vers 1226, il octroie des privilèges communaux à Wismar et fonde également de nombreux monastères, dont l'abbaye de Dobbertin vers 1220. 
En 1201, il participe au côté des Danois à la bataille de Stellau engagée contre le comte Adolphe III de Holstein. En remerciement pour ce service rendu, Henri Ier Borwin reçoit de Knut VI les fiefs de Gadebusch et de Ratzebourg. Il demeure un fidèle vassal des Danois et apporte encore son soutien au royaume du Danemark lors de sa conquête en Livonie (1218–1219), et  participe enfin au conflit final qui oppose les Danois à la maison de Schauenbourg, comtes de Holstein (1225–1227).

## Mariage et descendance
En 1178, Henri Ier Borwin de Mecklembourg épousa Mathilde (†1219), fille illégitime de Henri le Lion, duc de Saxe.
Sept enfants sont nés de cette union dont :
- Henri II Borwin, coprince de Mecklembourg et seigneur de Rostock.
- Nicolas II, coprince de Mecklembourg-Grabebusch de 1219 à 1225.
- Pribislav de Mecklembourg

Veuf, Henri Ier Borwin de Mecklembourg épousa Adélaïde.
Un enfant est né de cette union :
- Élisabeth de Mecklembourg (†1265), elle fut abbesse de Wienhausen à partir de 1241.

## Généalogie
Henri Ier Borwin de Mecklembourg appartient à la première branche de la maison de Mecklembourg.

## Sources
- (de) Cet article est partiellement ou en totalité issu de l’article de Wikipédia en allemand intitulé « Heinrich Borwin I. (Mecklenburg) » (voir la liste des auteurs).
- Jiří Louda & Michael Maclagan (trad. de l'anglais), Les Dynasties d'Europe : héraldique et généalogie des familles impériales et royales, Paris, Bordas, 1984, 308 p. (ISBN 2-04-012873-5), p.221 Mecklembourg Aperçu général Tableau 111